# Pajusaari (ö i Mellersta Finland, Äänekoski)
Pajusaari är en ö i Finland. Den ligger i sjön Keitele och i kommunerna Viitasaari och Äänekoski och landskapet Mellersta Finland, i den centrala delen av landet, 300 km norr om huvudstaden Helsingfors. Öns area är 0,9 hektar och dess största längd är 180 meter i nord-sydlig riktning. Gränsen mellan Viitasaari och Äänekoski ändrar riktning vid ön.